# Mentor, Wisconsin
Mentor là một thị trấn thuộc quận Clark, tiểu bang Wisconsin, Hoa Kỳ. Năm 2010, dân số của thị trấn này là 547 người.